# Mützelfeldtwerft
Die Mützelfeldtwerft ist eine Werft in Cuxhaven. Sie wurde 1895 von Franz Mützelfeldt gegründet und ist seit 2013 ein Mitglied der Heinrich Rönner Gruppe. Sie baut vor allem kleinere Schiffe: Schlepper, Schwimmkrane, Fischereifahrzeuge und Frachtschiffe.

## Geschichte

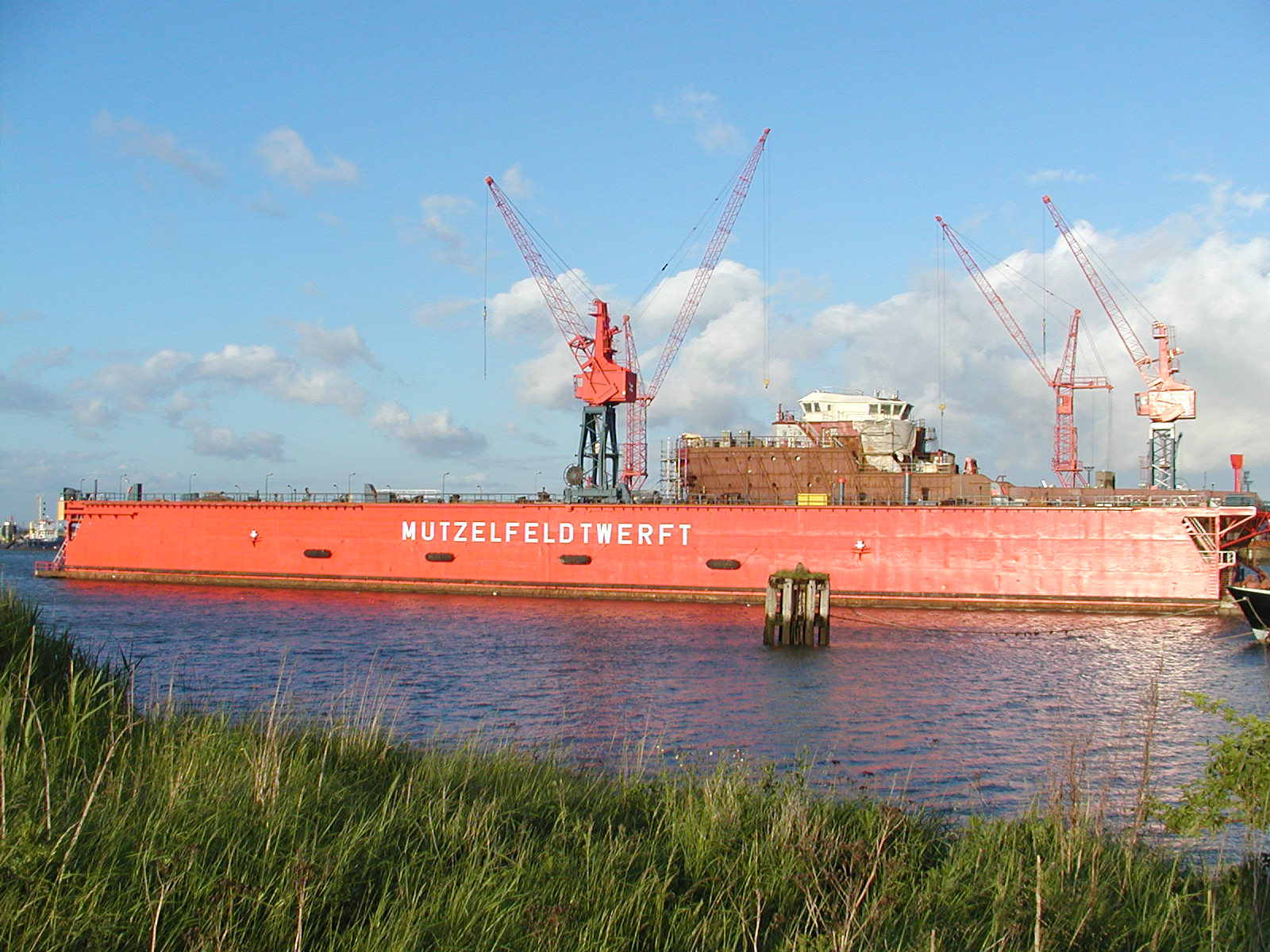
Schwimmdock

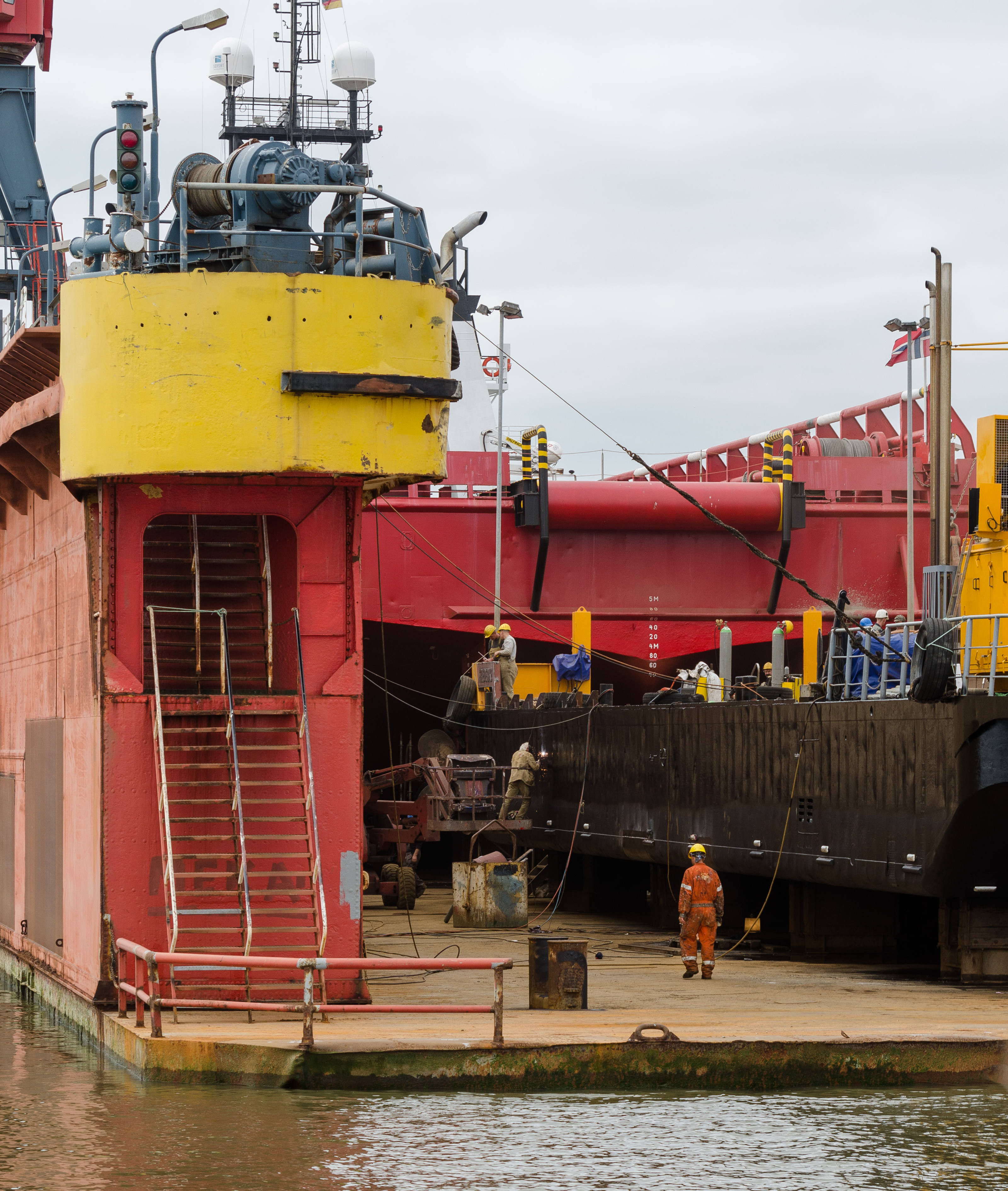
Schwimmdock der Werft mit einem in Reparatur befindlichen Schiff

Eine Schmiede auf einer Insel im Priel mit angeschlossener Tischlerei war 1805 die Keimzelle der heutigen Mützelfeldtwerft. Am 28. Juli 1802 begann der Schiffszimmerbaas Johann Christian Elfers auf dem Gelände der heutigen Marina am Schleusenpriel mit dem Schiffbau. 1816 übernahm J.J. Dürrels den Werftplatz und vermietete ihn für kurze Zeit an Taake Jansen. Am 13. Dezember 1821 erwarb C. Bufe, ein Schiffs- und Schaluppen-Baumeister, die Werft. Bis 1854 wurden hier, im Schiffsregister nachgewiesen, 18 größere Schiffe gebaut. So begann der Aufstieg der Werft an der Elbmündung, die durch diverse Reparaturarbeiten und zahlreiche Neubauaufträge an Ansehen gewann. Nach dem Bau mehrerer kleiner Fahrzeuge lief das größte Vollschiff seiner Zeit, die Möwe, dort vom Stapel. Ihr folgte die damals größte in Hamburg beheimatete Bark, Europa; deren Bau überforderte die Werft jedoch finanziell, sodass diese am 20. Juni 1855 schließen musste.
Der Sohn des alten Besitzers, August Bufe, führte die Werft weiter. Als dieser im Alter von 46 Jahren starb, verpachtete seine Witwe die Werft 1895 an Franz Mützelfeldt, einem in Lauenburg gebürtigen Maschinenbaumeister.

### Ab 1900
Am 3. November 1904 verkaufte sie die Werft endgültig an ihn. Mit der Übernahme der Werft durch Franz Mützelfeldt begann eine neue Ära in der Geschichte der Werft. Durch die Umstrukturierung des Cuxhavener Hafens zum Umschlagplatz für Seefisch veränderte sich auch das Bild der Werft. Das Reparaturgeschäft wurde in dieser Zeit stark angekurbelt. Kurz vor dem Ausbruch des Ersten Weltkrieges wurden große Erweiterungs- und Modernisierungsmaßnahmen abgeschlossen. Dadurch wurde es möglich, dass die Kaiserliche Marine die Werft 1914 übernahm und für die Dauer des Krieges als Reparaturplatz für ihre Einheiten der Sperrwaffen nutzte. Nach Ende des Krieges festigte die Mützelfeldtwerft ihren Ruf als Reparaturwerft. Es folgten aber auch eine Reihe von Neubauten, wie der Dampflogger Traute, der Motor-Logger Friedrich Brons und das Küstenmotorschiff Thüringen.
Nach dem Tod Franz Mützelfeldts senior im Jahre 1938 übernahm Franz Mützelfeldt junior die Werft. Aber schon bald danach, mit dem Beginn des Zweiten Weltkriegs, zog die deutsche Kriegsmarine wieder auf dem Werftgelände ein.

### Nach 1945
Nach dem Ende des Zweiten Weltkrieges hatte es die Werft schlimmer getroffen als noch nach dem Ende des Ersten Weltkrieges. Als der Wiederaufbau abgeschlossen war, blieb zunächst nur die Reparatur von Einheiten der englischen Royal Navy, die von Cuxhaven aus operierten. Langsam rappelte sich auch die deutsche Handelsschifffahrt wieder auf, und nach ersten Umbauten folgten bald die ersten Neubauten. In den 1950er und 1960er Jahren lieferte die Werft eine Anzahl von Neubauten an verschiedene Reedereien ab. Darunter befanden sich das Kühlschiff Caribia und einige Schlepper mit Kortdüse oder Verstellpropeller, die durch ihre außergewöhnlichen Schleppleistungen für Aufsehen in den europäischen Häfen sorgten. Als besondere Auszeichnung wurde es empfunden, als zu Beginn der 1960er Jahre das Fischereiforschungsschiff Anton Dohrn von der Bundesrepublik Deutschland in Auftrag gegeben wurde. Es war das erste und modernste Fischereiforschungsschiff, das zur damaligen Zeit gebaut wurde. Im Anschluss folgte das Fischereischutzboot Poseidon.
Ein weiterer Meilenstein war die Errichtung des Dockbetriebes im Amerikahafen 1972. Mit dem Ankauf des Docks beteiligte sich erstmals ein fremdes Unternehmen an der Mützelfeldtwerft – die HDW. Durch die exponierte Lage am Kreuzungspunkt der Schifffahrtswege Elbe, Weser und Nord-Ostsee-Kanal blühte der Reparaturbereich stark auf, und das Gewicht verlagerte sich zu Gunsten der Reparatur und des Amerikahafens. Schon wenige Jahre nach ihrer Beteiligung verließ die HDW wieder das Unternehmen.

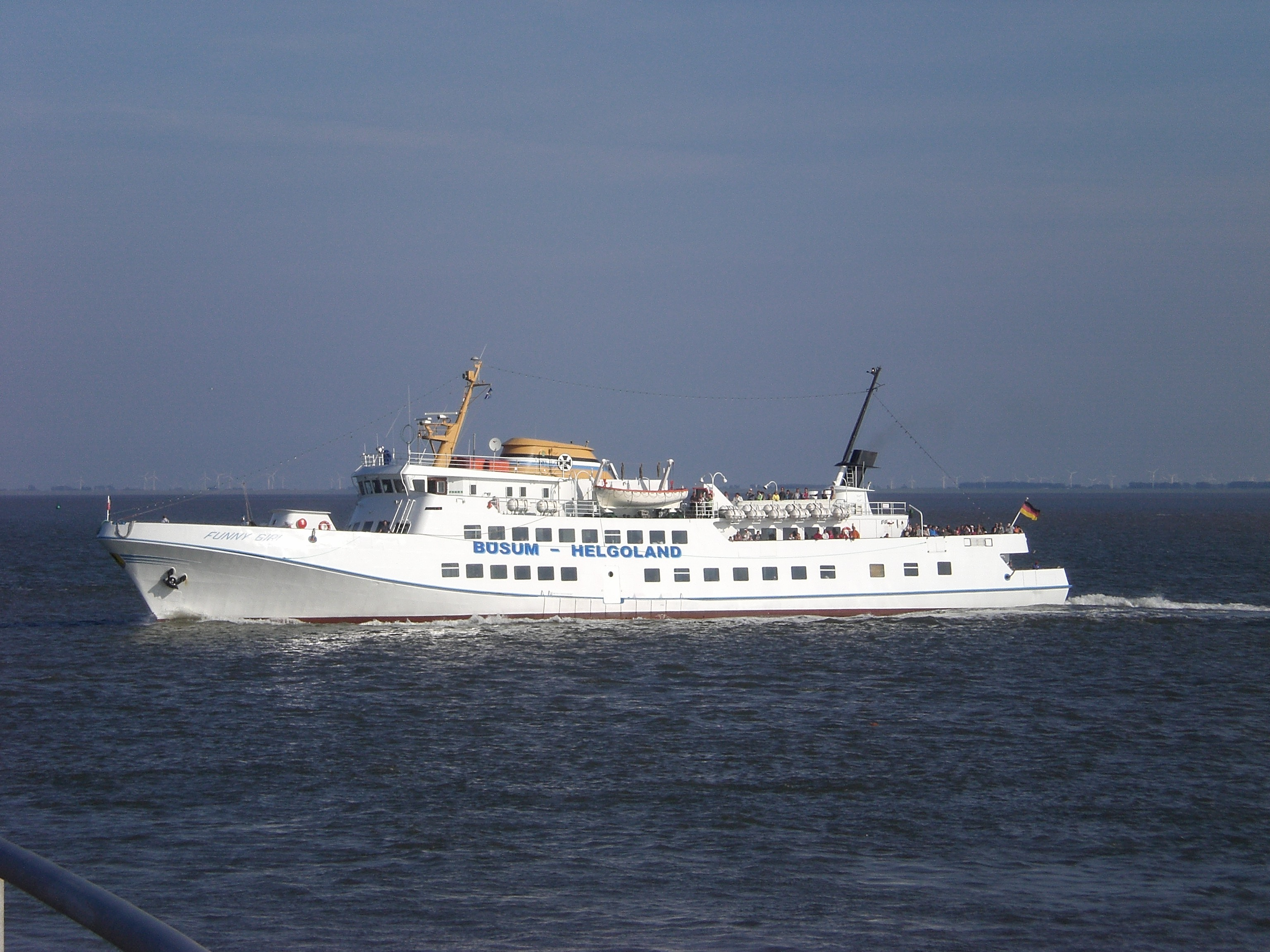
Seebäderschiff Funny Girl

In den 1970er Jahren wurden die Fahrgastschiffe Westerland, Fair Lady, Funny Girl und Flipper gebaut. Die drei letztgenannten Schiffe versehen noch heute ihren Dienst in der deutschen Seebäderflotte. Auch wurde die Werft wieder ihrem Ruf als Schlepperwerft gerecht. 1972 lief der vorerst letzte Kortdüsenschlepper vom Stapel – die Escort für L&R. Schon bald folgten die ersten Schottel-Schlepper für P&A – die Peter, die Ise (je 25 t Pfahlzug) und die größeren Schwestern Karl und Johanna (je 34 t Pfahlzug). Ende der 1970er Jahre begann die Planung zur Verlegung des kompletten Werftbetriebes in den Amerikahafen. Vorher wurde noch das zweite Schwimmdock gekauft, und die Ferrostaal AG aus Essen beteiligte sich an der Mützelfeldtwerft. Die Ingangsetzung des Umzuges der Werft in den Amerikahafen war eine der letzten Handlungen von Franz Mützelfeldt als Geschäftsführer und Inhaber, bevor er 1980 die Geschäfte an seinen Sohn Pieter Mützelfeldt weitergab. 1984 hatten dann schließlich die Slipanlagen und Helgen am Schleusenpriel ausgedient, und die Werft verließ ihren Ursprungsort im Zentrum der Stadt Cuxhaven endgültig in Richtung Amerikahafen.

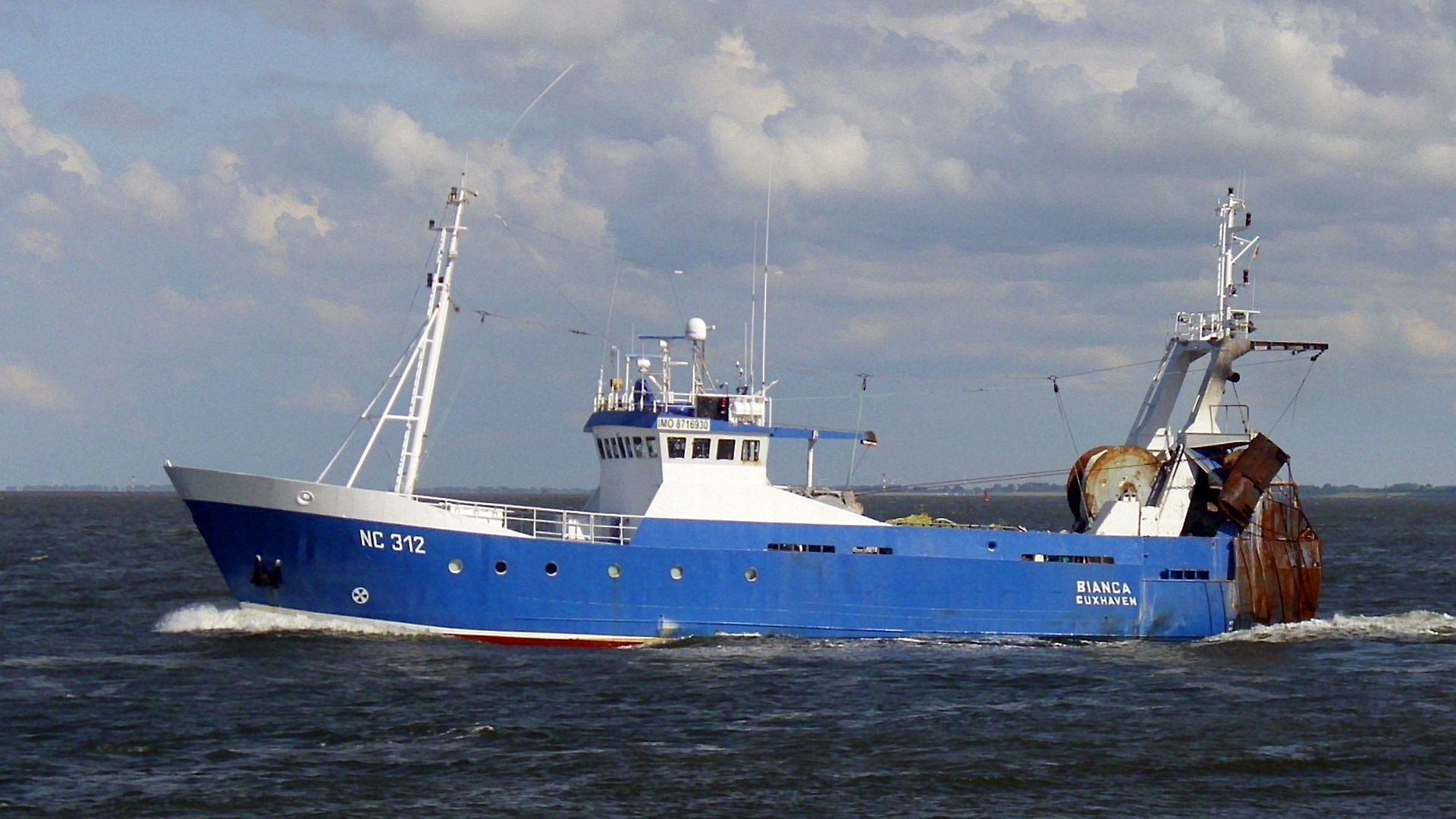
Euro-Trawler NC 312 Bianca

Dort wurde im Laufe der 1980er Jahre der Frachtschiffbau mit dem Neubau Rudolf Karstens wiederbelebt. Ihm folgten wiederum Schlepper, Schwimmkrane, Fischereifahrzeuge und Frachtschiffe, darunter der neuentwickelte Typ des Euro-Trawlers. Drei Exemplare dieser kleinen, aber leistungsfähigen Spezialschiffe liefen vom Stapel. Allerdings ist dieser Ausdruck bei der Mützelfeldtwerft nicht mehr ganz korrekt: Seit der Rudolf Karstens werden die Schiffe bei der Mützelfeldtwerft gehoben. In die 1980er Jahre fällt auch die wichtigste Großreparatur der Werft, die Reparatur der Heinrich Heine: in nur 84 Tagen wurde das schwer beschädigte Schiff wieder in seinen Originalzustand versetzt. Anfang der 1990er Jahre folgte die hochmoderne und -technisierte Cuxhaven als letzter für eine deutsche Reederei gebauter Frischfischtrawler.
Das letzte Jahrzehnt des 20. Jahrhunderts stand vor allem im Zeichen des Containerschiff- und Gastankerbaus. In dieser Zeit wurden auch die bisher größten von der Mützelfeldtwerft gebauten Schiffe in Dienst gestellt, die schnellen 1100-TEU-Containerschiffe. Ihnen folgten Gastanker mit 3600 m³ und 5600 m³ Fassungsvermögen sowie ein neuer Typ eines Chemikalienküstentankers mit 1100 tdw. In dieser Zeit entschloss sich Pieter Mützelfeldt, mangels eines Erben, die Werft zu verkaufen. Als Käufer und Nachfolger fand sich im Jahr 1999 sein langjähriger Betriebsleiter Claus Howoldt.

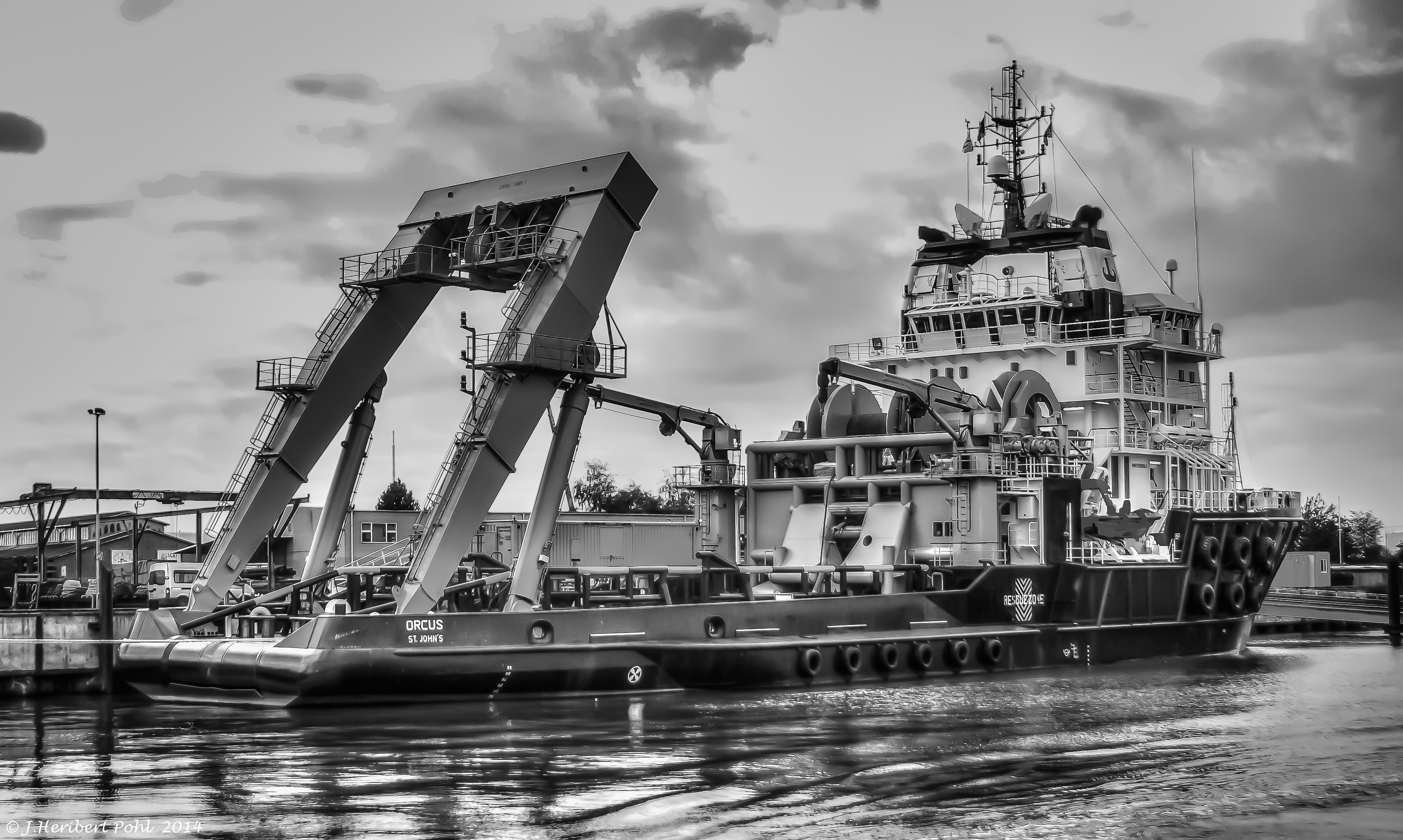
Ankerziehschlepper Orcus

Von 2007 bis 2010 baute die Mützelfeldtwerft Deutschlands leistungsfähigste Ankerziehschlepper, die Schiffe Uranus und Orcus.
Seit Juli 2013 gehört das Unternehmen zur Heinrich Rönner Gruppe. Die Werft schloss sich 2017 mit den in Bremerhaven ansässigen Reparaturwerften Bredo und German Dry Docks zu einem Unternehmensverbund zusammen, dessen zunächst noch rechtlich selbständige Unternehmen unter dem Namen Bredo Dry Docks gemeinsam am Markt agierten, um so Synergieeffekte nutzen zu können.
2018 wurde die Mützelfeldtwerft handelsrechtlich mit der Bredo Dockgesellschaft mbH in Bremerhaven verschmolzen.